# Leiocephalus pratensis
Leiocephalus pratensis är en ödleart som beskrevs av  Cochran 1928. Leiocephalus pratensis ingår i släktet rullsvansleguaner, och familjen Tropiduridae. Utöver nominatformen finns också underarten L. p. chimarus.
Arten förekommer i norra Haiti.